# 紅葉橋仮乗降場

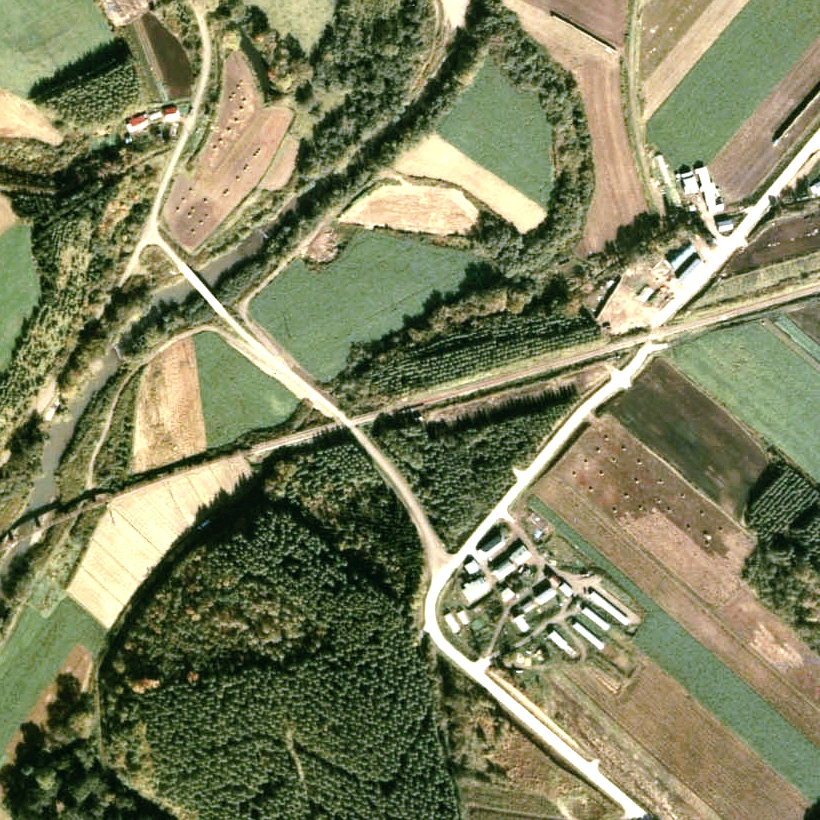
1977年の紅葉橋仮乗降場と周囲約500m範囲。右が網走方面。知来地区と仁倉地区の境、山が迫る位置にあり、左端に佐呂間別川を渡る鉄橋が見える。紅葉橋は左上の道路橋の名前。防風雪林の影で判りづらいが、ホーム横の少し離れた位置に待合室の白い屋根が見える。

紅葉橋仮乗降場（もみじばしかりじょうこうじょう）は、北海道（網走支庁）常呂郡佐呂間町字知来にかつて設置されていた、日本国有鉄道（国鉄）湧網線の仮乗降場（廃駅）である。湧網線の廃線に伴い、1987年（昭和62年）3月20日に廃止となった。
一部の普通列車は通過した（1986年（昭和61年）3月3日改正時点で、下り3本上り3本）。

## 歴史
- 1955年（昭和30年）12月25日 - 日本国有鉄道（国鉄）湧網線の紅葉橋仮乗降場（局設定）として開業[1]。
- 1987年（昭和62年）3月20日 - 湧網線の全線廃止に伴い、営業を停止し、廃止される[1]。

## 駅構造
廃止時点で、1面1線の単式ホームと線路を有する地上駅であった。ホームは、線路の南側（網走方面に向かって右手側）に存在した。転轍機を持たない棒線駅となっていた。
廃止時まで仮乗降場であり、無人駅となっていた。駅舎は無かったが、ホーム中央部分から板敷きの通路を渡った位置に待合所を有していた。ホームは中湧別方にスロープを有し、駅施設外に連絡していた。

## 駅名の由来
当仮乗降場附近を流れる、佐呂間別川に架かる橋の名前に由来する。紅葉が美しい場所とのことである。

## 駅周辺
- 北海道道103号留辺蘂浜佐呂間線
- 佐呂間別川[5]
- 佐呂間町ふれあいバス（フリー乗降）

## 駅跡
2011年（平成23年）時点では、佐呂間別川の河川改良工事が行われた影響で何も残っていない。また、当仮乗降場跡の仁倉方にある小さな沢にカルバートが残存していた。

## 隣の駅
日本国有鉄道
湧網線 
知来駅 - 紅葉橋仮乗降場 - 仁倉駅